# Stylian
Stylian – imię męskie pochodzenia greckiego, od gr. στυλος (stylos) — "filar". Patronem tego imienia jest św. Stylian, pustelnik z Adrianopolu (VII wiek), patron dzieci.
Stylian imieniny obchodzi 26 listopada.
Znane osoby noszące imię Stylian:
- Stelios Janakopulos
- Fan Noli, właśc. Theofan Stilian Noli